# Gundeloh von Memmelsdorf
Gundeloh von Memmelsdorf (* um 1160; † 10. Januar 1223) war mit Unterbrechungen Domdekan in Bamberg zwischen 1200 und 1221.

## Leben
Gundeloh wurde um 1160 als Mitglied einer Bamberger Ministerialenfamilie geboren, die sich nach ihren wichtigsten Besitztümern von Memmelsdorf/von Pödeldorf nannte. Um 1174 erscheint er erstmals als Mitglied des Bamberger Domkapitels, dessen Dekan er 1200 wurde. Als Leiter zweier Bamberger Delegationen nach Rom zu Papst Innozenz III. wurde er besonders bedeutend für die Entwicklung des Bistums Bamberg: 1200 schickte ihn Bischof Tiemo von Bamberg, um die Bemühungen um die Kanonisation Kaiserin Kunigundes zum Ziel zu führen, was ihm und seinen Begleitern gelang. Papst Innozenz III. kanonisierte Kunigunde am 29. März 1200. Nach seiner kanonisch und politisch problematischen Wahl schickte der neue Bischof Ekbert von Andechs-Meranien 1203 Gundeloh mit einer Gesandtschaft nach Rom, um die Anerkennung seiner Wahl durch den Papst zu erreichen. Damit scheiterte Gundeloh zunächst, vielmehr erhielt er mit seinen Begleitern die vorgesehenen kanonischen Strafen für Domkapitulare für die Wahl eines zu jungen Bischofs. Doch dispensierte Innozenz III. schließlich am Ende des Jahres alle Beteiligten von den Konsequenzen ihres Fehlverhaltens und weihte Ekbert selbst zum Bischof.